# Refugio Aigüeta de la Bal
El Refugio Aigüeta de la Bal, cabaña Aigüeta de la Bal o cabaña del Bacarizal está situado en el valle del Aigüeta de la Bal en la comarca de Ribagorza, al pie de la Tuca de Sillerets, a 2.000 m de altitud. 
Administrativamente está situado dentro del término municipal de Sahún, en la provincia de Huesca en la Comunidad Autónoma de Aragón.
Se trata de una vieja cabaña de pastores con 4 plazas sin comodidades y tiene como refugio de montaña más próximo Àngel Orús. Se encuentra en el camino de acceso a la tuca de la Llàntia y la travesía de los valles de Grist y Gistau.